# Myron (Band)
Myron ist ein Schweizer Pop-Rock-Duo aus der Region Basel, das in englischer Sprache singt. Das Duo hat sich im Laufe des Jahres 2003 formiert und besteht aus Emanuel Gut (Gesang, Gitarre) und Chris Haffner (Gitarre, Bass). Beide hatten sich bei ihrer Arbeit als Studiomusiker kennengelernt. Die Band war zeitweise bei Sony Music Entertainment unter Vertrag.

## Musikalische Karriere
Die Auskopplung ihrer ersten Single Say You Want Me von 2007 ist nur als Download (iTunes, Exlibris) erhältlich und erreichte in der ersten Woche Platz 68 der Schweizer Hitparade. Der Release des ersten Albums On Air fand am 25. Januar 2008 statt. Es ist sowohl als Download als auch im Handel erschienen. 2008 erreichten sie die Top-Ten-Platzierung des CD-Erstlings On Air in den Schweizer Album-Charts. 2009 wurde neue Songs für One Step Closer aufgenommen.
One Step Closer ist kein musikalischer Neubeginn, sondern eine Weiterentwicklung des typischen Myron-Sounds. Das Duo schreibt und komponiert Songs mit hohem Wiedererkennungseffekt, die im Ohr bleiben. Myron schreibt beschwingte Pop-Rock-Nummern, funkig angehauchten Soul und Country-Pop im Stil ihrer Vorbilder.

## Diskografie
Alben
- 2008: On Air
- 2009: One Step Closer
- 2011: Never Regret
- 2013: Butterfly

Singles
- 2007: Say You Want Me
- 2008: I Don’t Care
- 2009: One Step Closer
- 2009: Wonderful to Me (mit Jenniffer Kae)
- 2011: If It Ends
- 2013: Every Little